# Catedral de la Asunción (Segorbe)
La Catedral Basílica de la Asunción de Segorbe, Comunidad Valenciana, España, inició su construcción en el siglo XIII adosada a la muralla en estilo gótico valenciano de la que apenas quedan algunos restos en la fachada oeste, bóvedas de crucería ocultas en algunas capillas, los muros maestros, el torreón de Santa Bárbara, la torre de las campanas y el claustro. Es destacable el claustro en estilo gótico valenciano, de planta trapezoidal, obligado por la irregularidad de la muralla a la que se adosa, ya que constituye uno de los ejemplares más raros, de gran atractivo en su sencillez.

## El templo catedralicio

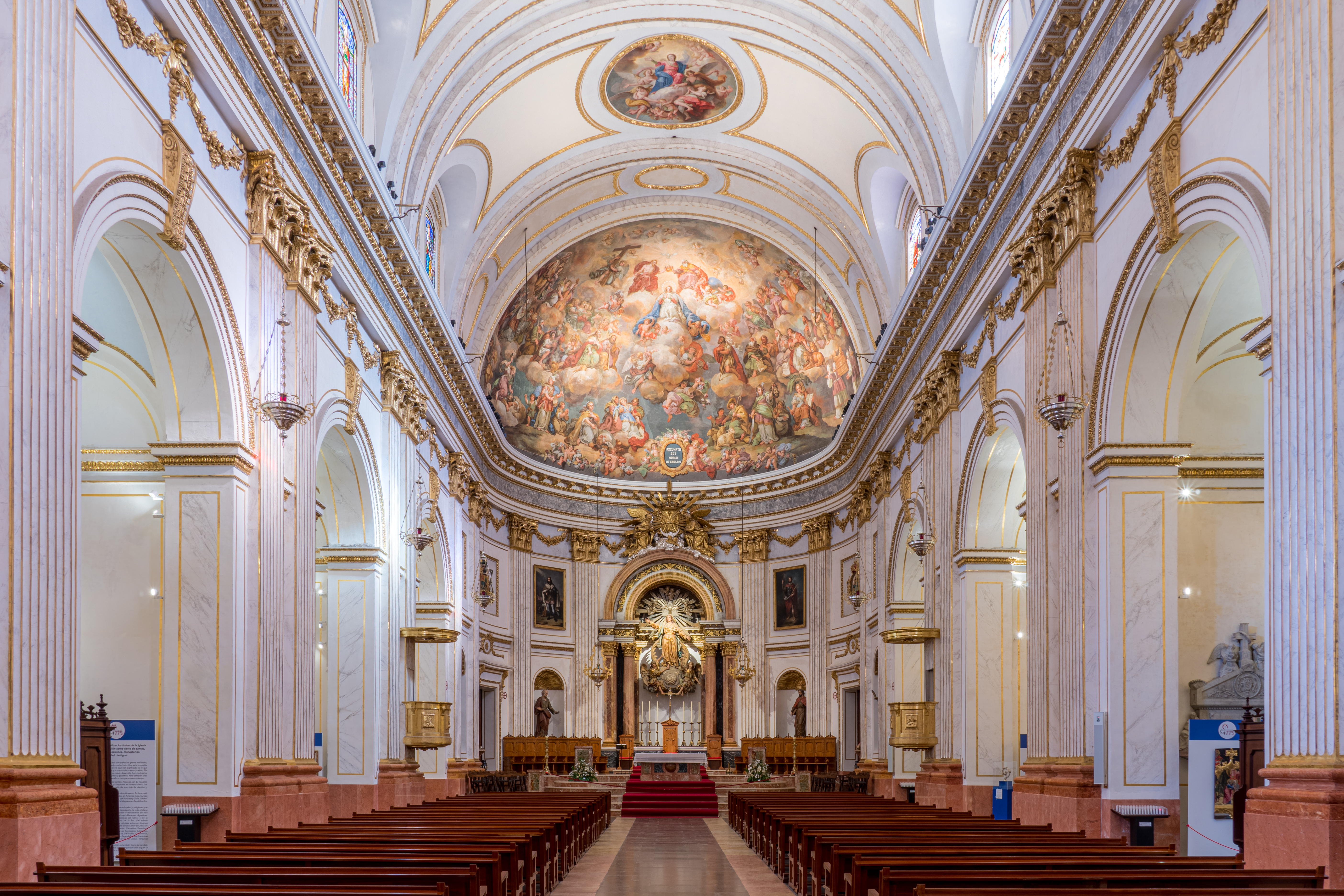
Nave interior

Fue comenzado a construir en el siglo XIII. Es de una sola nave, sin crucero ni cúpula, con capillas entre los contrafuertes y cabecera ochavada.
Se tienen noticias de la actuación de un maestro llamado Juan de Burgos en el siglo XV. La construcción medieval fue consagrada en el 1534.
Entre 1791 y 1795 el templo fue revestido y renovado por los maestros de obras Francisco Marzo y Mariano Llisterri, siguiendo el diseño creado del arquitecto Vicente Gascó Masot. El resultado supuso la práctica ocultación de toda la obra gótica. Se agranda el coro mediante la eliminación de uno de los arcos, se derriba la bóveda y se amplía el presbiterio a costa de algunas edificaciones anexas. Sólo al exterior puede verse de la fábrica antigua, algún muro y contrafuertes recrecidos. Las bóvedas de crucería de las capillas laterales se mantienen ocultas, sobre el revestimiento neoclásico. Con todo, la intervención de Gascó, aunque destructiva para la obra gótica, supuso la creación de una de las mejores arquitecturas clasicistas del territorio valenciano y aún español.
Durante la guerra civil española, la Catedral de la Asunción sufrió daños significativos en su estructura y patrimonio artístico. El claustro superior fue renovado tras el conflicto, y el archivo catedralicio experimentó un notable deterioro en su documentación histórica. Además, el templo permaneció cerrado al culto hasta su reapertura en 1949. Para preservar y exhibir el legado cultural recuperado se inauguró en 1949 el Museo Catedralicio en las dependencias del claustro alto.

## Torre campanario
Está formada por una caña trapezoidal con núcleo macizo, escalera de cuatro tramos, para pasar posteriormente a una escalera de caracol desplazada a la esquina más aguda y así liberar espacio para campanas. Los tramos se cubren con bóvedas de cañón. La disposición es sumamente primitiva y recuerda la tipología de alminares musulmanes y torres románicas. La torre campanario fue recrecida con un cuerpo suplementario (y un templete) en los siglos XVI y XVII.

## Claustro

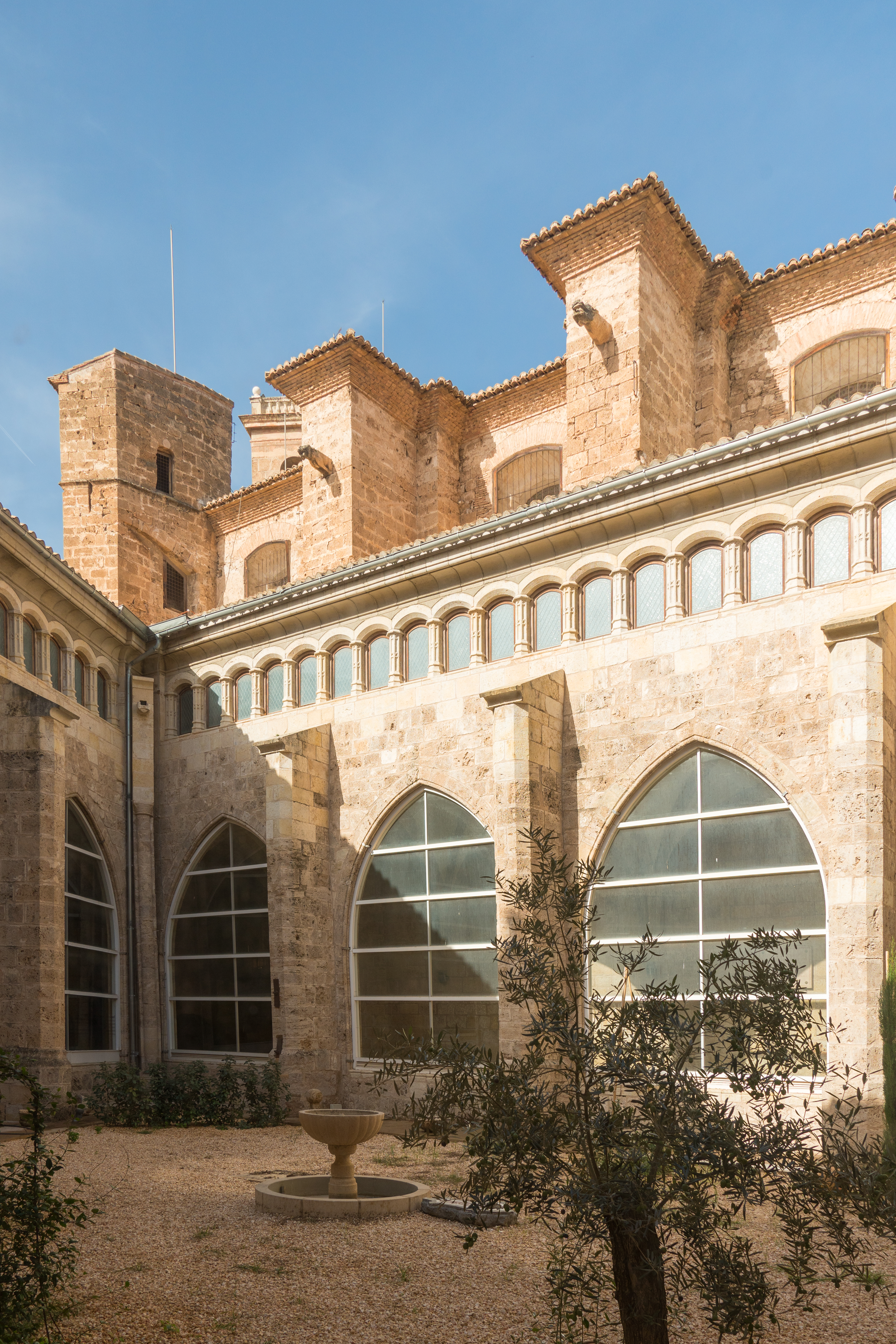
Claustro

El claustro es de planta trapezoidal y consta de dos pisos. El inferior por su molduraje muestra haber sido construido en los siglos XIV y XV. El superior (muy renovado tras la última guerra civil) es obra muy de finales del siglo XV o comienzos del siglo XVI. El claustro conserva una magnífica colección de rejas medievales.
- El museo de la Catedral de Segorbe tiene una valiosísima colección artística, principalmente de pintura religiosa de los siglos XIV a XVI.